# Чорноіваненко Олександр Анатолійович
Олександр Анатолійович Чорноіваненко (нар. 2 вересня 1962, село Тишківка, Новомиргородський район, Кіровоградська область) — український політик. Голова Кіровоградської обласної ради (з 23 лютого 2014 по 11 грудня 2020 року).

## Освіта
Має вищу освіту. В 1983 році закінчив Київський торговельно-економічний інститут за спеціальністю товарознавець, в 2004 році закінчив Київський юридичний інститут МВС України за спеціальністю юрист.

## Трудова діяльність
Жовтень 1983 — червень 1985 — служба в Радянській Армії.
Червень 1985 — березень 1987 — директор міськкоопторгу Новомиргородського районного споживчого товариства.
Березень 1987 — грудень 1987 — заступник голови правління по торгівлі Новомиргородського районного споживчого товариства.
Грудень 1987 — березень 1999 — голова правління Новомиргородського районного споживчого товариства.
Березень 1999 — травень 2002 — голова правління Кіровоградської облспоживспілки.
Червень 2003 — лютий 2004 — комерційний директор закритого акціонерного товариства «Кіровоград-Союз».
Грудень 2005 — травень 2006 — начальник юридичного відділу науково-дослідницького центру регіонального управління та економіки.
Травень 2006 — вересень 2008 — директор департаменту торгівлі, побутового обслуговування, транспорту та зв'язку — заступник міського голови м. Кіровограда.
Жовтень 2008 — вересень 2010 — перший заступник начальника головного управління Пенсійного фонду України в Кіровоградській області.
Вересень 2010 — лютий 2014 — помічник-консультант народного депутата України Валерія Кальченка.
Депутат Кіровоградської обласної ради V та VI скликань.
Член партії ВО «Батьківщина» з 2005 року.
23 лютого 2014 року обраний головою Кіровоградської обласної ради шостого скликання.
4 грудня 2015 року обраний головою Кіровоградської обласної ради сьомого скликання.
Кандидат у народні депутати від «Батьківщини» на парламентських виборах 2019 року, № 29 у списку.